# Krążowniki pancerne typu Bajan
Krążowniki pancerne typu Bajan – seria czterech rosyjskich krążowników pancernych z początku XX wieku. Zaprojektowane we Francji i zbudowane po dwa we Francji i Rosji, stanowiły jedyną dłuższą serię okrętów tej klasy w Marynarce Wojennej Imperium Rosyjskiego. Główny okręt „Bajan” wszedł do służby w 1903 roku i odznaczył się bojowo na Dalekim Wschodzie podczas wojny rosyjsko-japońskiej, w toku której został zdobyty przez Japonię i wcielony do jej marynarki. Dalsze trzy okręty, których budowę podjęto po kilku latach od pierwszego, zostały ukończone w latach 1908–1911 i służyły aktywnie w marynarce rosyjskiej na Bałtyku podczas I wojny światowej. Jako ostatni z serii wycofano ze służby w 1930 roku japoński „Aso”.
Wyporność normalna okrętów wynosiła około 7800 ton, a napędzały je maszyny parowe, umożliwiające osiąganie prędkości 21 węzłów. Uzbrojenie główne stanowiły dwa działa kalibru 203 mm w pojedynczych wieżach i osiem dział kalibru 152 mm. Uzupełniały je lżejsze działa, których zestaw był różny na poszczególnych jednostkach, oraz dwie wyrzutnie torpedowe. Jednostki były stosunkowo dobrze opancerzone i szybkie okręty, lecz nieco mniejsze i słabiej uzbrojone pod względem liczby dział od porównywalnych przeciwników tej klasy.

## Historia
Daty w kalendarzu juliańskim, po ukośniku w gregoriańskim (starego/nowego stylu)

### Wybór projektu i budowa głównego okrętu
W ostatniej dekadzie XIX wieku Marynarka Wojenna Imperium Rosyjskiego w dziedzinie sił krążowniczych skupiała się na budowie krążowników pancernopokładowych i jedynie nielicznych krążowników pancernych, wywodzących się od „Ruryka”, które były jednak przeznaczone do zwalczania żeglugi w ramach działań rajderskich i miały mało skuteczne opancerzenie burt, w postaci wąskiego pasa o małej powierzchni. Dopiero po doświadczeniach walk morskich końca XIX wieku, m.in. wojny japońsko-chińskiej, stwierdzono, że krążowniki pancernopokładowe są zbyt słabo chronione przeciwko nowoczesnej artylerii średniego kalibru strzelającej pociskami wybuchowymi. W programie budowy okrętów dla floty rosyjskiej z 1895 roku przewidziana została budowa pięciu dosyć dużych krążowników I rangi o wyporności około 6000 ton, z których jeden stał się jej pierwszym krążownikiem pancernym nowego pokolenia. Początkowo były one przewidziane dla potrzeb Floty Bałtyckiej, lecz program ten ostatecznie stał się częścią programu budowy okrętów z 1898 roku dla potrzeb Dalekiego Wschodu.
27 kwietnia i 7 maja 1897 roku miały miejsce spotkania specjalistów morskich i admirałów w rosyjskim Ministerstwie Morskim, na których analizowano współczesne projekty krążowników pancernych i pancernopokładowych, między innymi francuskie „Dupuy de Lôme” i „Pothuau” oraz zbudowany w Wielkiej Brytanii dla Chile „Esmeralda”. W efekcie zdecydowano zamówić dla floty rosyjskiej jeden nowoczesny krążownik pancerny, mający służyć do zadań rozpoznawczych przy eskadrze sił głównych, jak również do walki. Nie decydując się na przyjęcie za wzór żadnej z analizowanych konstrukcji określono wymagania, jak wyporność do 6700 (maksymalnie 7000) ton, prędkość 21 węzłów, uzbrojenie główne z dwóch dział kalibru 203 mm i 8-10 kalibru 152 mm oraz pancerz burtowy sięgający przynajmniej do pierwszego pokładu nad pokładem pancernym. Z uwagi na brak wolnych stoczni rosyjskich, car Mikołaj II zdecydował już wcześniej ulokować zamówienie na okręt za granicą, wskazując konkretnie na zaprzyjaźnioną Francję. Nie zdecydowano się początkowo na budowę dalszych krążowników pancernych z uwagi na ich znacząco wyższy koszt od krążowników pancernopokładowych, a także podjętą decyzję skupienia się na budowie pancerników w celu konfrontacji z Japonią, wobec nieznanej jeszcze przydatności krążowników pancernych w boju eskadrowym.

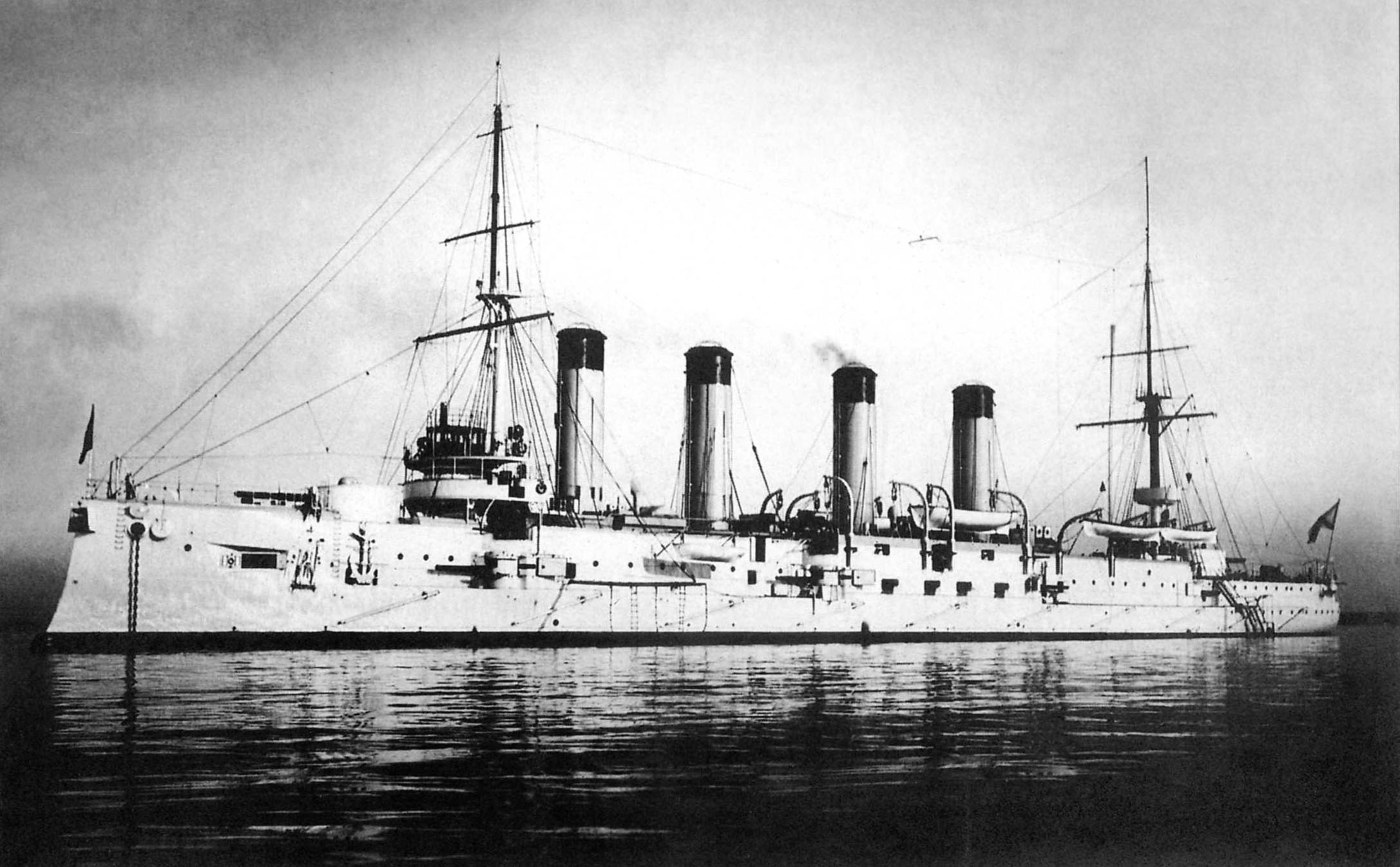
„Bajan” w 1902 roku

12 grudnia 1897 roku ocenie poddano projekty złożone przez trzy stocznie: oddziały koncernu Forges et Chantiers de la Méditerranée (FCM) w Tulonie i w Hawrze oraz Ateliers et Chantiers de la Loire. Jedynie ostatni z nich mieścił się w wyporności 7000 ton, lecz uznano, że jest zbyt lekko skonstruowany. Pomimo przekroczenia żądanej wyporności, z uwagi na najlepsze opancerzenie, wybrano projekt 7800-tonowego krążownika oferowany przez stocznię Forges et Chantiers de la Méditerranée w La Seyne-sur-Mer koło Tulonu, którego projektantem był Antoine-Jean Amable Lagane. Po wprowadzeniu przez stronę rosyjską drobnych zmian w projekcie, w tym rezygnacji z pokrycia dna deskami i miedzią dla służby zamorskiej, kontrakt na budowę został podpisany 25 czerwca?/7 lipca 1898 roku. Dla przyspieszenia budowy, z uwagi na obciążenie francuskich stalowni, Rosjanie zgodzili się na zastosowanie płyt pancernych typu Harveya zamiast bardziej odpornego pancerza Kruppa. Cena kontraktowa wynosiła 16,4 mln franków (6 142 300 rubli), jednakże bez uzbrojenia, dostarczanego z Rosji.
Budowę okrętu, który otrzymał nazwę „Bajan”, rozpoczęto w listopadzie 1898 roku, chociaż oficjalne uroczyste położenie stępki nastąpiło dopiero 26 czerwca 1899 roku, a krążownik wodowano 30 maja 1900 roku. Ukończenie przeciągało się głównie z powodu opóźnień w dostarczeniu odpowiednio wytrzymałego pancerza wież. W maju 1902 rozpoczęły się próby morskie, a okręt został przyjęty przez odbiorcę 16 grudnia 1902 roku.

### Budowa okrętów ulepszonego typu

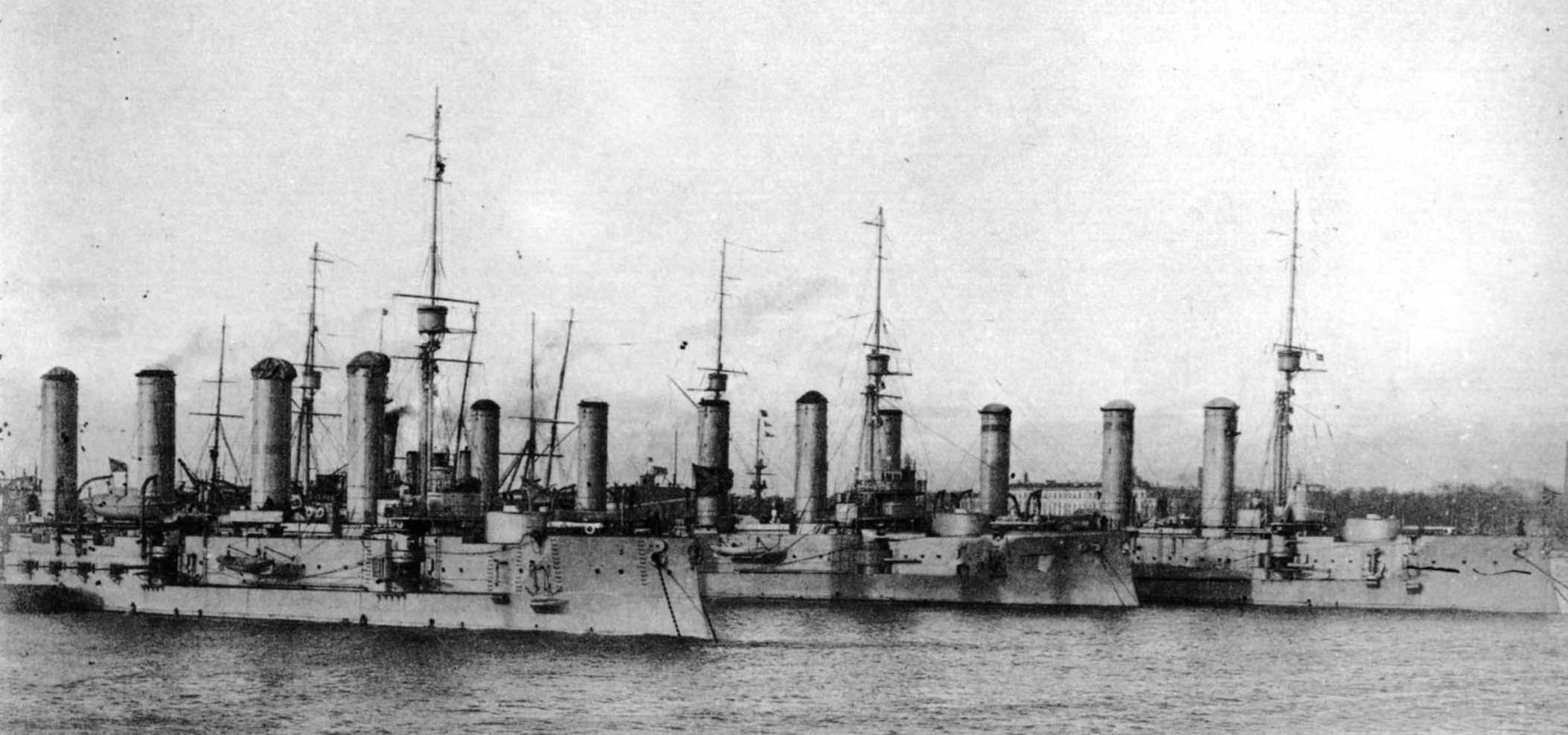
Wszystkie trzy krążowniki ulepszonego typu: „Bajan”, „Admirał Makarow” (widoczne wycięcia dla dział 75 mm na dziobie) i „Pałłada”

Stocznia FCM od razu oferowała zbudowanie drugiego okrętu, z terminem ukończenia 6 miesięcy po pierwszym i o 200 tysięcy franków tańszego, lecz strona rosyjska nie zdecydowała się na to, traktując okręt jako swojego rodzaju eksperymentalny i kontynuując zamawianie dużych krążowników pancernopokładowych. Dopiero udane działania „Bajana” pod Port Arturem podczas wojny rosyjsko-japońskiej wykazały jego znacznie większą wartość bojową od krążowników pancernopokładowych i spowodowały zamówienie dalszych krążowników pancernych. Istotnym czynnikiem była także chęć uniknięcia przestojów w petersburskiej państwowej Nowej Stoczni Admiralicji, która miała wolne pochylnie. W efekcie, jeszcze podczas wojny, 10 listopada 1904 roku minister marynarki Theodor Avellan zdecydował o budowie w Rosji dwóch okrętów ulepszonego typu „Bajana”. W literaturze wskazuje się jednak, że kulisy i właściwe motywy podjętej jesienią 1904 roku w Ministerstwie Morskim decyzji o budowie dalszych krążowników według kilkuletniego już francuskiego projektu, nie wynikają z dokumentów i nie są znane. Przy tym, po wybuchu wojny rosyjsko-japońskiej swoje projekty okrętów, w tym krążowników pancernych, proponowało Rosji kilka stoczni zagranicznych, w tym Vulcan, Schichau i Vickers. W grudniu 1904 roku przeprowadzono wprawdzie konkurs projektów, w którym porównywano z „Bajanem” tylko projekty włoskiej firmy Ansaldo (typ Garibaldi) i duńskiej Burmeister & Wain, zbliżonej wielkości, lecz wobec podjętej decyzji prawdopodobnie był on jedynie formalnością. Przy tym, włoski krążownik również kilkuletniego już projektu oferował silne uzbrojenie w postaci jednego działa kalibru 254 mm, dwóch kalibru 203 mm i czternastu 152 mm, przy innym schemacie bardziej rozległego opancerzenia i nieco mniejszej prędkości, a duński projekt, o wyporności większej o 300 ton, był podobny do „Bajana”, lecz z lepszym rozmieszczeniem artylerii 152 mm w wieżach.
Oprócz dwóch okrętów w Rosji, z nieznanych przyczyn zdecydowano jednak jeszcze zamówić drugi krążownik w stoczni FCM we Francji, która miała opracować poprawioną dokumentację. Już 2 kwietnia 1905 roku okręty zostały wciągnięte na listę floty, a pierwszemu budowanemu we Francji nadano nazwę „Admirał Makarow” na cześć admirała Stiepana Makarowa, poległego pod Port Arturem. 20 kwietnia 1905 roku podpisano kontrakt ze stocznią FCM na budowę krążownika we Francji za cenę 18,45 mln franków (6,92 mln rubli) bez uzbrojenia. Wyższa cena była uzasadniana zmianami, a także zaniżeniem kosztu budowy i brakiem zysku przy budowie pierwszego krążownika. Prace nad „Admirałem Makarowem” rozpoczęto jeszcze przed tym 22 marca 1905 roku, lecz formalne uroczyste położenie stępki miało miejsce dopiero rok później (14 marca 1906 roku), po czym już 25 kwietnia tego roku odbyło się wodowanie. Prace na pochylniach w Nowej Stoczni Admiralicji w Petersburgu nad rosyjskimi krążownikami rozpoczęto 4 maja i 2 sierpnia 1905 roku. Otrzymały one nazwy: „Pałłada” i „Bajan” (II) na cześć krążowników utraconych w Port Arturze. Ich cena kontraktowa wynosiła 9,9 i 9,4 mln rubli. Maszyny i kotły dla nich wykonywało rosyjskie Towarzystwo Francusko-Rosyjskich Zakładów. Wodowano je odpowiednio 28 października 1906 roku i 2 sierpnia 1907 roku; dopiero w tych datach nastąpiła też formalna ceremonia położenia stępki. „Admirał Makarow” został ukończony w 1908 roku, a „Pałłada” i „Bajan” w 1911 roku.

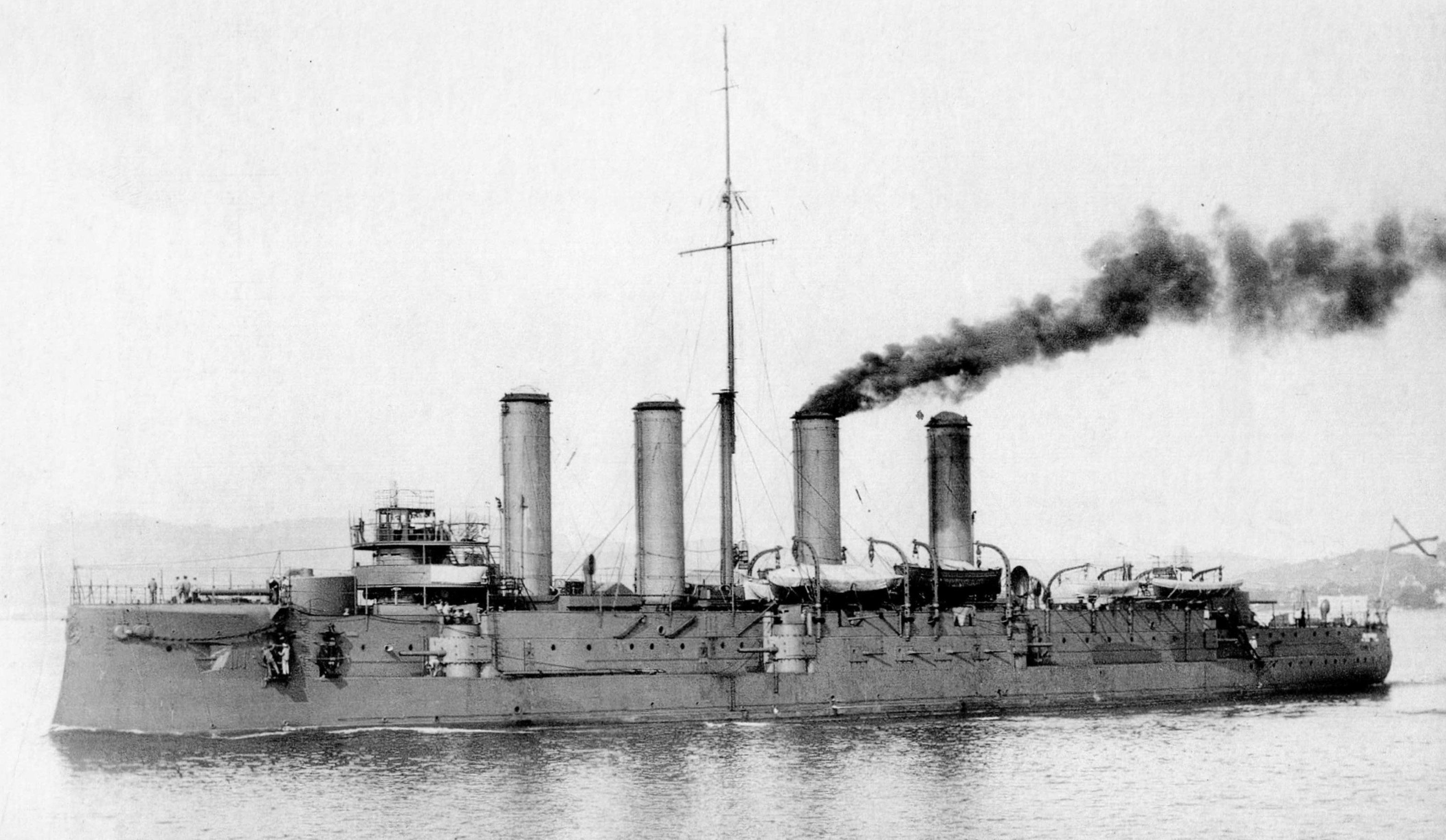
„Admirał Makarow” przed 1912 rokiem z pojedynczym masztem

W konstrukcji ulepszonych okrętów nie wprowadzono zasadniczych zmian, unowocześniając i ulepszając jedynie niektóre systemy i wyposażenie, częściowo w wyniku doświadczeń wojennych (np. zamiana drewnianych mebli niepalnymi stalowymi). Warunkiem było zachowanie wyporności i stateczności prototypu. Największą zmianą było zmniejszenie grubości pancerza pionowego, umożliwione przez zastosowanie bardziej wytrzymałej stali pancernej Kruppa zamiast stali Harveya, co pozwoliło na zmniejszenie masy dla zachowania podobnej wyporności. Unowocześniono przyrządy kierowania ogniem i podstawy dział, zwiększając kąt podniesienia i donośność, na wyposażenie wprowadzono dalmierze, ulepszono formę pancernego stanowiska dowodzenia. Zestaw uzbrojenia dotknęły jedynie niewielkie zmiany, polegające na usunięciu najlżejszych działek kalibru 47 mm i wprowadzeniu zamiast nich czterech dział kalibru 57 mm na „Admirale Makarowie” i dwóch dział 75 mm na krążownikach rosyjskiej budowy. Kaliber wyrzutni torpedowych zwiększono do 450 mm. Zlikwidowano mars bojowy z działkami z masztu i przejściowo w ogóle zmniejszono liczbę masztów do jednego (tylko na „Admirale Makarowie”), powracając później do dwóch masztów ze stanowiskami obserwacyjnymi.
W lipcu 1905 roku minister marynarki wiceadm. A. Birilew podjął decyzję o budowie jeszcze trzeciego okrętu tego typu na zwolnionej pochylni w Stoczni Admiralicji, lecz najpierw 15 sierpnia zdecydowano zbudować tam krążownik typu „Ruryka”, a następnie zrezygnowano w ogóle z budowy krążowników pancernych. W toku budowy jesienią 1905 roku rozważano przeprojektowanie budowanych w Rosji okrętów pod napęd brytyjskimi turbinami parowymi Parsonsa, co pozwoliłoby zwiększyć prędkość o 2-3 węzły i poczynić oszczędności na masie. Nie zdecydowano się jednak na to rozwiązanie głównie z powodu dodatkowych kosztów, związanych także z zerwaniem zawartej umowy na wyprodukowanie maszyn parowych, oraz z uwagi na fakt, że technologia ta jeszcze nie była dostatecznie wypróbowana, a przeprojektowanie spowodowałoby przedłużenie budowy. W związku z doświadczeniami bojowymi wskazującymi na małą przydatność dział kalibru 75 mm, rozważano w latach 1907–1910 propozycje zamiany wszystkich dział tego kalibru na cztery działa 152 mm i osiem dział 120 mm, a następnie na cztery działa 152 mm albo 10 dział 100 mm, lecz nie przyjęto wówczas tych planów do realizacji.
| Nazwa             | Położenie stępki                        | Wodowanie            | Ukończenie | Los                                                                         |
| „Bajan”           | listopad 1898 (ofic. 26 czerwca 1899)   | 30 maja 1900         | 1902       | zatopiony 25 listopada 1904, podniesiony jako japoński „Aso”, wycofany 1930 |
| „Admirał Makarow” | 22 marca 1905 (ofic. 14 marca 1906)     | 25 kwietnia 1906     | 1908       | wycofany 1922                                                               |
| „Pałłada”         | 4 maja 1905 (ofic. 28 paźd. 1906)       | 28 października 1906 | 1911       | zatopiony 28 września/11 października 1914                                  |
| „Bajan” (II)      | 2 sierpnia 1905 (ofic. 2 sierpnia 1907) | 2 sierpnia 1907      | 1911       | wycofany 1922                                                               |

## Opis

### Opis ogólny

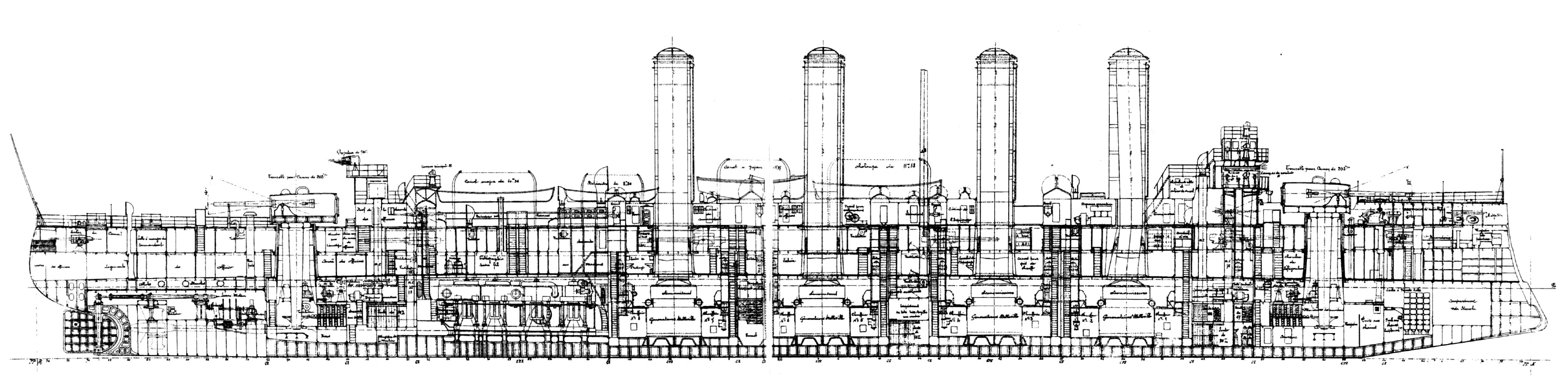
Przekrój stoczniowy krążownika „Admirał Makarow”

Okręty miały sylwetkę typową dla dużych krążowników przełomu wieków, z kadłubem o wysokich burtach i dziobnicą taranową. Na pokładzie na dziobie i rufie, w osi podłużnej okrętu, umieszczone były dwie jednodziałowe wieże dział kalibru 203 mm. Artyleria średnia w postaci ośmiu dział 152 mm rozmieszczona była w kazamatach na burtach. Charakterystycznymi elementami sylwetki było umieszczenie dziobowej wieży artyleryjskiej w niewielkiej odległości od dziobu oraz rozciągająca się na śródokręciu grupa czterech wysokich prostych kominów, rozmieszczonych w sporych odstępach. Kadłub miał jedynie krótki podwyższony pokład dziobowy, przed wieżą działa, polepszający dzielność morską. Wieża dziobowa była w rzeczywistości ustawiona na górnym pokładzie, tak jak wieża rufowa, lecz na podwyższonej barbecie, tak że lufy dział znajdowały się ponad pokładem dziobowym. Nadburcia ciągnące się do masztu rufowego powodowały wrażenie przedłużenia pokładu dziobowego i umieszczenia wieży dziobowej w swego rodzaju „studni”. Wysokość wolnej burty nad wodą sięgała 7,6 m na dziobie i 5,5 m na rufie. Tuż za wieżą dziobową była niewielka nadbudówka, z pancerną wieżą dowodzenia i umieszczonym nad nią zakrytym pomostem nawigacyjnym, połączona z masztem dziobowym. Kominy sięgały 15 m nad pokład i 20,5 m nad wodę.

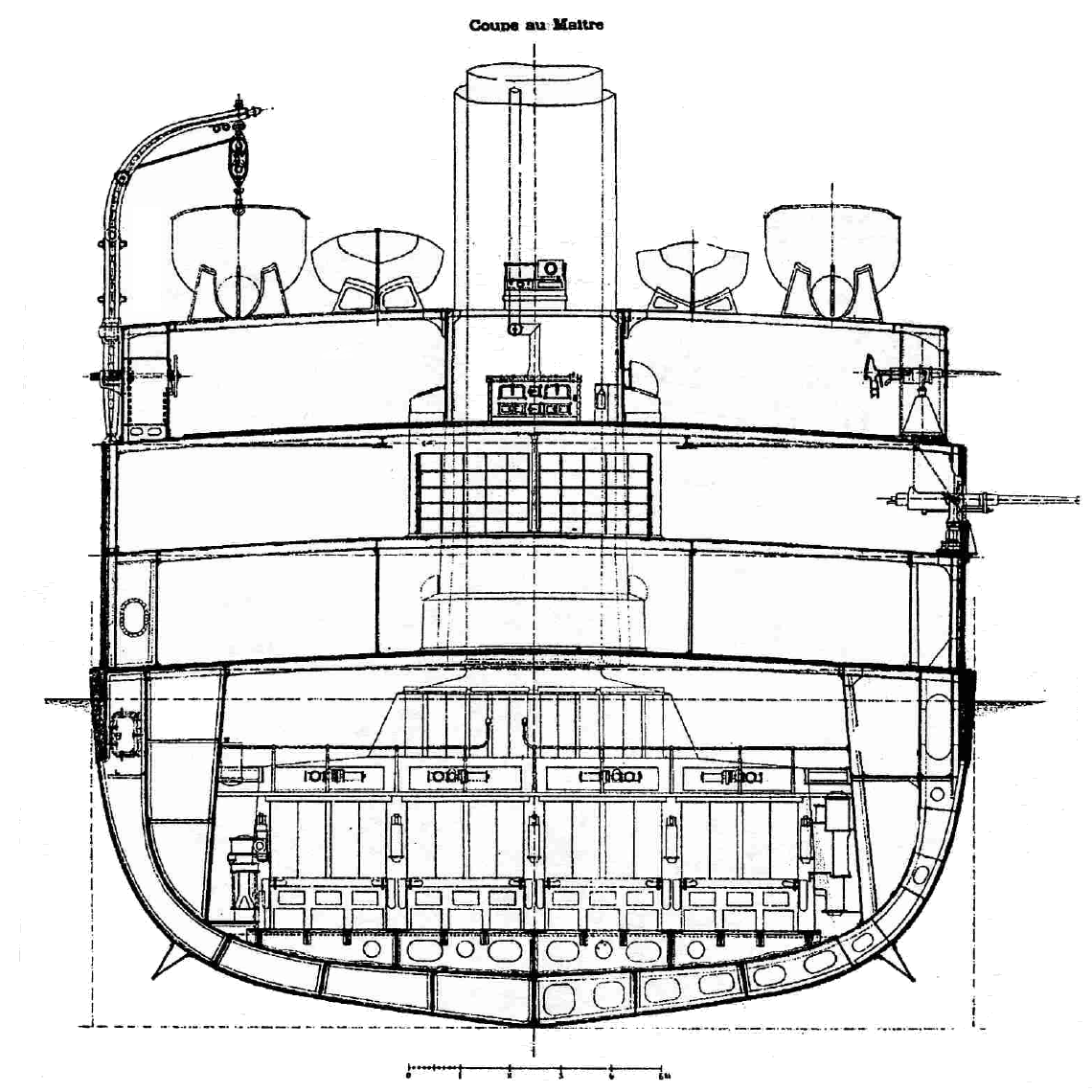
Przekrój na śródokręciu, w rejonie kotłowni i baterii 75 mm (widoczne trzy pokłady oraz wsporniki pod łodzie powyżej)

Kadłub był stalowy, nitowany, ze wzmocnioną taranową dziobnicą, odlaną z brązu, podobnie jak stewa rufowa. W okrętach budowy rosyjskiej stewy były odlewane ze stali. Kadłub zbudowany był w poprzecznym systemie wiązań, z wręgami w odstępach 0,9 m (numerowanymi w pierwszym okręcie na sposób francuski od 0 na śródokręciu w kierunku dziobu i rufy). Wzdłużnymi elementami szkieletu była stępka i po trzy wzdłużniki po jej obu stronach. Konstrukcja kadłuba oceniana była jako dość lekka, co jednak nie sprawiało problemów w służbie (z wyjątkiem wibracji w zakresie prędkości 14–17 węzłów), a pozwalało na zmniejszenie masy. Okręty miały trzy ciągłe pokłady: dolny (pancerny), środkowy i górny. Ponadto pod pokładem pancernym w czterech miejscach był nieciągły pokład platformy. Odkryty górny pokład był ze stali grubości 7 mm, pokryty tekowymi deskami grubości 60 mm, środkowy był ze stali grubości 8–12 mm, a pokład dolny był pancerny. Burty poza częścią opancerzoną miały grubość 10 mm. Na większości długości, na śródokręciu było dno podwójne, podzielone na 24 przedziały wodoszczelne, w tym osiem z nich tworzyło zbiorniki na 160 t wody kotłowej. Kadłub był podzielony 13 poprzecznymi grodziami, sięgającymi od poszycia dna do dolnego pokładu (pancernego), na 14 głównych przedziałów wodoszczelnych – od dziobu: taranowy, magazynowy, wieży dziobowej, komór amunicyjnych, I kotłowni, II kotłowni, torpedowy oraz komór amunicyjnych, III kotłowni, komór amunicyjnych, IV kotłowni, maszynowni, komór amunicyjnych, wieży rufowej, maszyny sterowej. Jedynie maszynownia była podzielona wzdłużną grodzią, zapobiegającą zalaniu obu maszyn parowych naraz. Kotłownie były cztery, z tego druga i trzecia były rozdzielone przedziałem wyrzutni torpedowych, a trzecia i czwarta komorami amunicyjnymi. Okręty miały sześć grup komór amunicyjnych, z tego dwie pod wieżami, dwie bezpośrednio obok nich i dwie między kotłowniami. Dla zwiększenia niezatapialności, pod pokładem pancernym na długości kotłowni i maszynowni rozciągały się wzdłuż burt wzdłużne grodzie (można było przejść tymi przedziałami od dziobu do rufy). Kotłownie dodatkowo od tych grodzi oddzielały zasobnie węglowe. Między dolnym a środkowym pokładem wzdłuż burt (nad linią wodną) ciągnęły się szczelne przedziały – koferdamy, podzielone licznymi grodziami. Przeznaczone były do wypełnienia celulozą, która w założeniu miała uszczelniać przebicia, co jednak nie spełniło nadziei w praktyce. Na śródokręciu kadłub miał stępki przechyłowe.

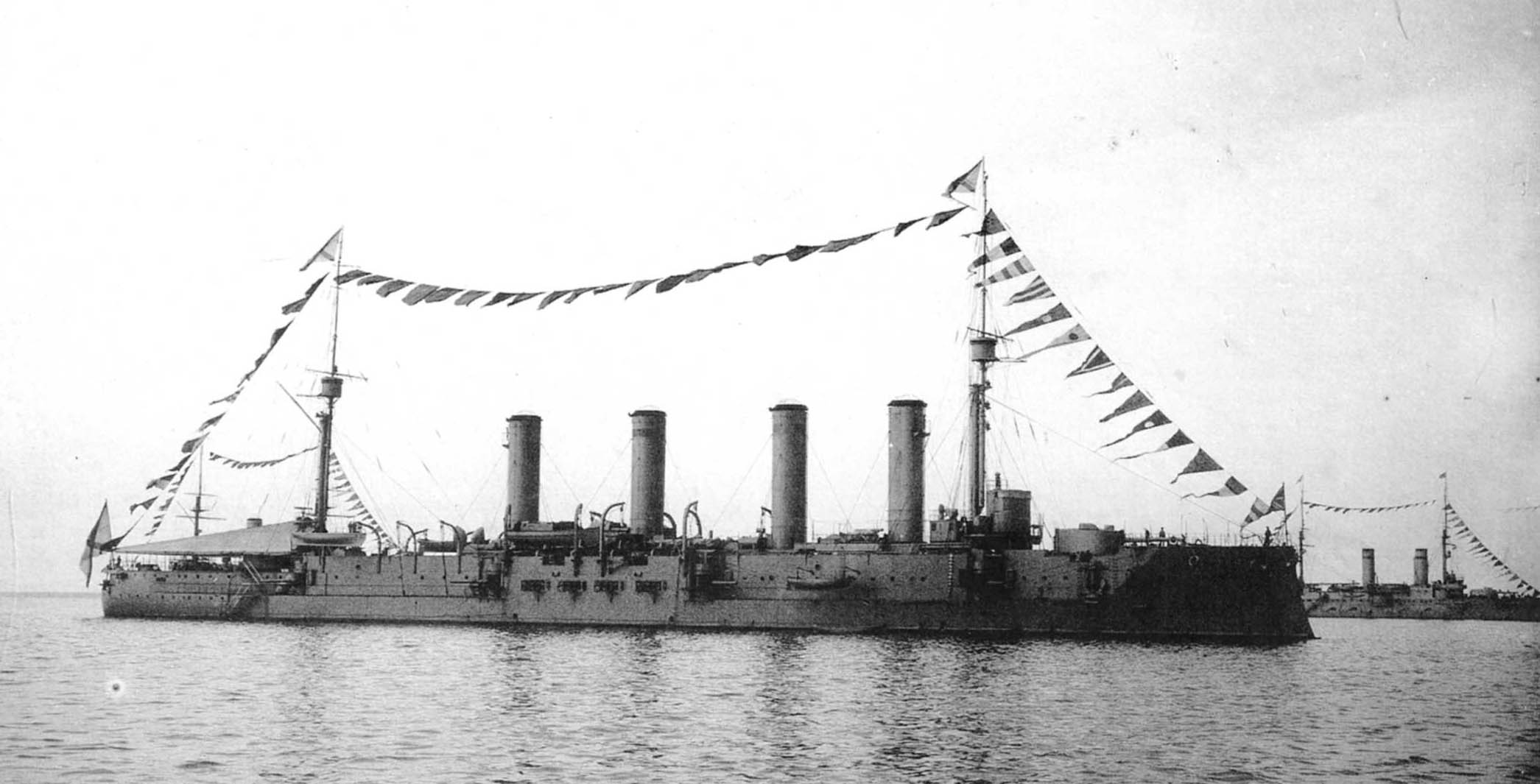
„Pałłada” – widoczne dwa maszty z długimi stengami w dolnym położeniu oraz bocianimi gniazdami

Pierwszy „Bajan” miał dwa stalowe maszty dla celów sygnalizacji, równej wysokości, o średnicy 90 cm u podstawy, z tego rufowy (grotmaszt) wyposażony w mars bojowy, platformę reflektora i gafel. Salingi masztów były na wysokości 22,5 m nad powierzchnią wody, a wierzchołki drewnianych steng sięgały na 38 m, przy czym na rufowym maszcie zamontowano dodatkowo antenę radiostacji, sięgającą do 46 m. Maszty miały jedną reję na kolumnie i dwie na stendze. Na ulepszonych okrętach zrezygnowano z marsów bojowych. Podczas budowy „Admirała Makarowa” zmieniono koncepcję i dla utrudnienia obserwacji kursu okrętu zastosowano pojedynczy centralny maszt z wysokim gaflem i dwoma krótkimi rejami na stendze, później jednak został on ponownie zamieniony na dwa maszty. Okręty rosyjskiej budowy od początku otrzymały dwa maszty, na których były mocowane podnoszone długie stengi z bocianimi gniazdami (stanowiskami obserwacyjnymi), których wierzchołki sięgały maksymalnie na wysokość 47 m. Rozwiązanie to miało na celu podnoszenie stanowisk do wysokości 30,5 m, lecz okazało się niepraktyczne i ostatecznie zamocowano stengi na stałe w niższej pozycji, ustalając bocianie gniazda na wysokości 25,3 m.
Długość maksymalna wynosiła 137 m, a między pionami 135 m, szerokość maksymalna 17,6 m, stosunek długości do szerokości wynosił 7,7. Zanurzenie średnie wynosiło 6,7 m, a największe 7 m. Wyporność normalna projektowa pierwszego „Bajana” wynosiła 7805 ton, pełna projektowa 8240 ton, a okrętu bez zapasów i amunicji 6819 ton. Wysokość metacentryczna pierwszego okrętu wynosiła przy normalnej wyporności 1,069, przy pełnej 1,134, a maksymalna 1,33.

### Uzbrojenie

#### Artyleria główna

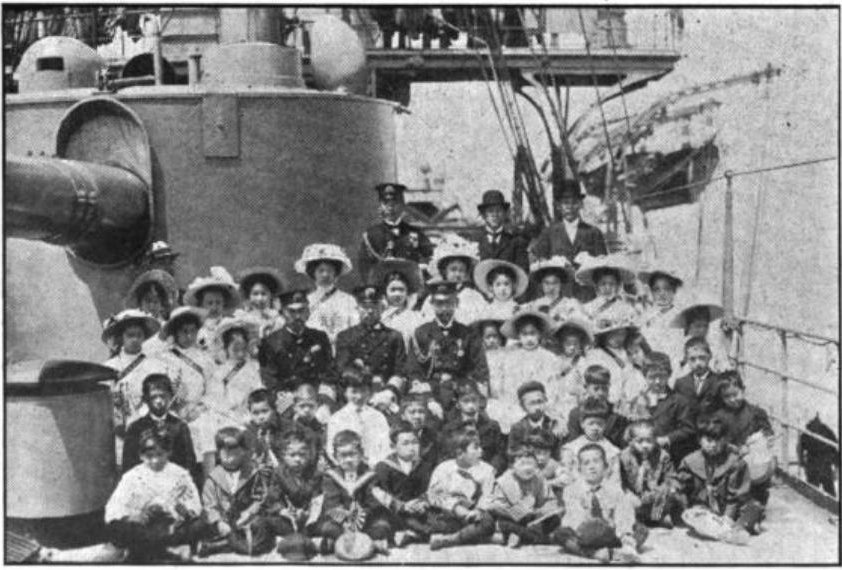
Dziobowa wieża działa 203 mm na krążowniku „Bajan” w japońskiej służbie. Widoczne kopułki celowniczego i dowódcy wieży.

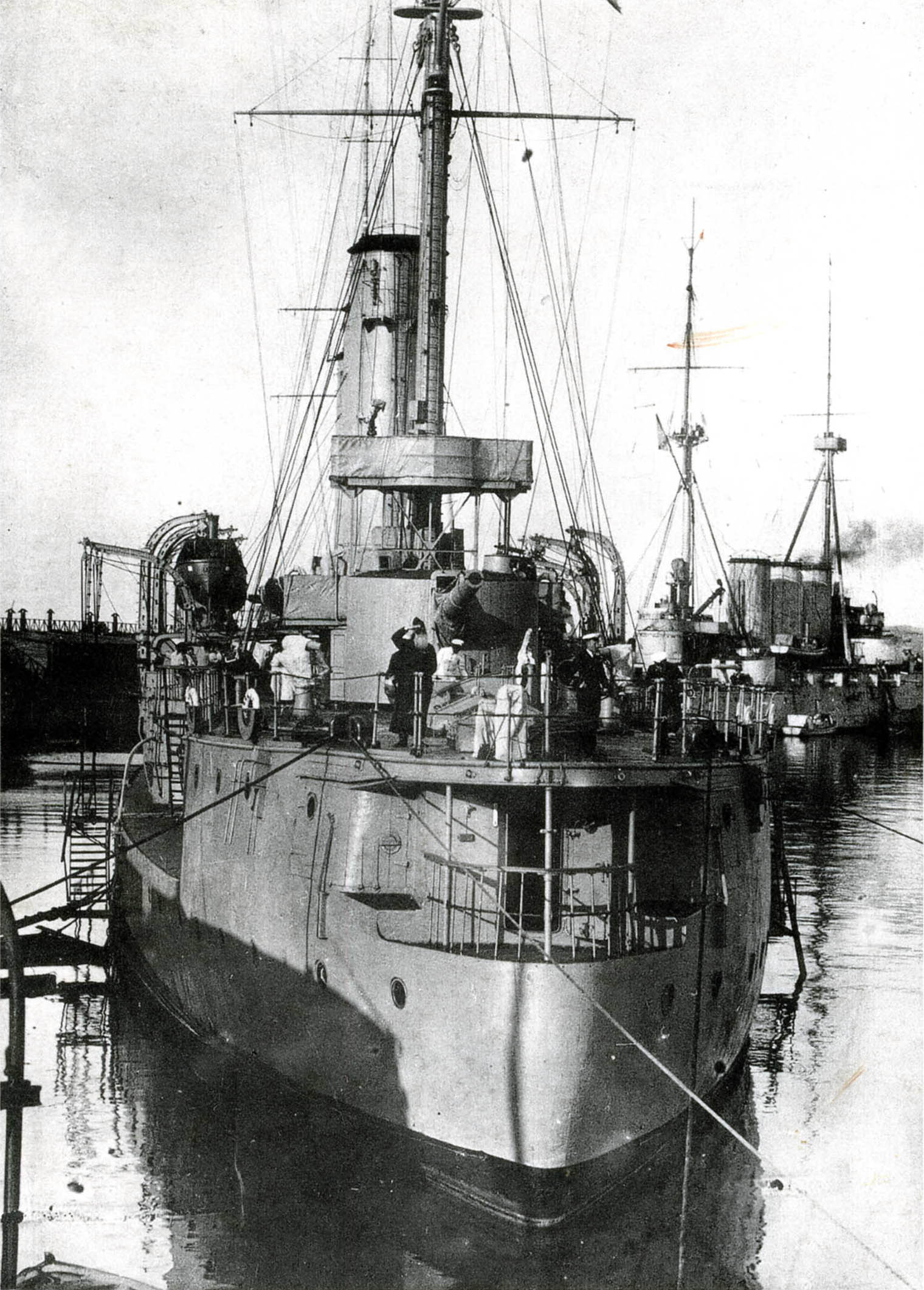
Widok na rufową wieżę działa krążownika „Bajan” (II), 1917 rok. Dobrze widoczna galeryjka admiralska na rufie, po bokach której były dwa usunięte stanowiska dział 75 mm.

Uzbrojenie główne okrętów stanowiły dwa działa kalibru 203,2 mm (8 cali), umieszczone w obrotowych wieżach na dziobie i rufie. Długość lufy wynosiła 45 kalibrów (L/45) – 9144 mm. Wieże były wzorowane na francuskich wieżach dział 194 mm, miały pionowe ściany i obrys jajowaty w rzucie z góry. Po lewej stronie było stanowisko dowódcy wieży, po prawej celowniczego – oba chronione kopułkami na dachu ze szczelinami obserwacyjnymi. Zakres kątów podniesienia wynosił od -5° do +18°, w ulepszonych okrętach zwiększony do +22°. Szybkostrzelność sięgała 2 strzałów na minutę. W ulepszonych okrętach udało się ją zwiększyć do 3 strzałów. Wysokość osi działa dziobowego nad konstrukcyjną linią wodną wynosiła 8,5 m, a rufowego – 7,5 m. Masa wieży sięgała 157 ton, a masa samej lufy z zamkiem 12 183 kg. Wieże były centralnie wyważone, obracane elektrycznie – ich kąt ostrzału wynosił 270°, a obrót o ten kąt zajmował w przypadku pierwszego „Bajana” 59 sekund. Zapas amunicji wynosił 100 pocisków na działo, składowanych w komorach pod wieżami w głębi kadłuba (110 w ulepszonych okrętach).
Działa były produkcji rosyjskich Zakładów Obuchowskich, zaprojektowane w 1892 roku przez A. Brinka na wzór 6-calowych dział Canet. Amunicja była rozdzielnego ładowania. Używano przede wszystkim pocisków przeciwpancernych i burzących, o masie 87,73 kg, początkowo elaborowanych piroksyliną (9,3 kg w pocisku burzącym). Wprowadzono następnie nowe dłuższe pociski burzące wzoru 1907 o tej samej masie, elaborowane trotylem. Prędkość początkowa pocisków wynosiła 905 m/s. Przy kącie podniesienia 18° donośność pocisków wynosiła 12 270 m, a wzoru 1907 – 13 169 m. W 1913 roku wycofano pociski przeciwpancerne jako mało skuteczne i w chwili wybuchu wojny okręty miały tylko pociski burzące, po czym w 1915 roku wprowadzono nowe pociski półpancerne o masie 106,9 kg i donośności 15 920 m przy kącie podniesienia 18° (większej przy kącie 22°). Do dział tych były dostępne także szrapnele.
Artylerię główną drugiego kalibru tworzyło osiem dział kalibru 152,4 mm (6 cali) Canet, wzoru z 1890 roku, produkcji Zakładów Obuchowskich. Długość lufy wynosiła 6858 mm (L/45). Działa rozmieszczone były w opancerzonych kazamatach na burtach, na pokładzie głównym, po cztery na każdą z burt. Projektowa wysokość luf dział nad wodą wynosiła jednakże tylko 4,46 m, co mogło ograniczać ich użyteczność przy złym stanie morza. Działa ustawione były na podstawach typu Canet, z tarczami w formie wycinka cylindra. Masa podstawy wynosiła 14,69 t lub 16,2 t na ulepszonych okrętach. Zapas amunicji wynosił 150 pocisków na działo (do 180 w ulepszonych okrętach). Każde działo miało własną komorę amunicyjną i windę do amunicji, dosyłająca po trzy pociski z ładunkami. Szybkostrzelność sięgała 4–5 strzałów na minutę. Przy maksymalnym kącie podniesienia 20° w przypadku pierwszego „Bajana” donośność pocisków przeciwpancernych lub burzących o masie 41,4 kg wynosiła 11 470 m. Okręty ulepszone miały kąt podniesienia zwiększony do 25°, co przy użyciu opracowanych w 1915 roku pocisków półpancernych o masie 49,8 kg pozwoliło na uzyskanie zasięgu 15 738 m. Masa salwy burtowej artylerii głównej i średniej, z dwóch dział 203 mm i czterech 152 mm, wynosiła 342 kg. Dzięki schodkowemu umieszczeniu kazamat, w kierunku na wprost dziobu i rufy teoretycznie mogło prowadzić ogień zgodnie z wymaganiami po pięć dział głównych kalibrów.

#### Artyleria pomocnicza
Uzbrojenie pomocnicze, przeznaczone do zwalczania torpedowców, stanowiło 20 dział kalibru 75 mm L/50 systemu Canet, produkcji rosyjskiej, umieszczonych na pojedynczych podstawach. Na każdej z burt umieszczone było 10 dział: cztery w opancerzonych kazamatach na śródokręciu (pomiędzy dwoma działami 152 mm), jedno w nieopancerzonej kazamacie na dziobie („pościgowe”), jedno w pomieszczeniach admiralskich na rufie i cztery na pokładzie górnym, bezpośrednio nad kazamatami dział 152 mm. Ich podstawy, z płaskimi tarczami pancernymi grubości 20 mm, były konstrukcji rosyjskiej Mellera, lżejsze od oryginalnych francuskich. Całe działo ważyło 1,72 t. Szybkostrzelność wynosiła do 8 strzałów na minutę. Zapas nabojów scalonych wynosił 250 na działo; były one dostarczane sześcioma windami, w klatkach po 18 nabojów. Początkowo używane były tylko pociski przeciwpancerne, a dopiero w 1907 roku wprowadzono pociski wybuchowe. Maksymalny kąt podniesienia wynosił 20°, a przy kącie podniesienia 13° donośność pocisków o masie 4,9 kg wynosiła 6415 m. Okręty budowy rosyjskiej miały 22 działa 75 mm – usunięto na nich dwa dziobowe działa, zalewane często przez fale, a dodano cztery działa na pokładzie górnym, nad środkowymi kazamatami.
Dodatkowo pierwszy „Bajan” posiadał osiem dział kalibru 47 mm Hotchkiss (po dwa na burtach na pokładzie górnym na śródokręciu, dwa na skrzydłach mostka i dwa na marsie bojowym masztu rufowego), a jego kutry lub łodzie okrętowe uzbrojone mogły być w dwie demontowane armaty 37 mm. Ilość amunicji dział małokalibrowych wynosiła po 500 na lufę. Typowe dla rosyjskich okrętów uzbrojenie stanowiły dwie armaty 63,5 mm Baranowskiego na lawetach kołowych dla oddziałów desantowych. Na okrętach ulepszonego typu usunięto wszystkie armaty kalibru 47 mm i 37 mm, ustawiając na miejscu dział na śródokręciu, nad środkowymi kazamatami, cztery francuskie armaty kalibru 57 mm L/58 Hotchkissa na „Admirale Makarowie” lub cztery działa 75 mm na okrętach rosyjskiej budowy. Okręty miały ponadto karabiny maszynowe Maxima kalibru 7,62 mm, których liczba była zmienna – ulepszone okręty miały początkowo osiem karabinów maszynowych: po dwa na mostku dziobowym i rufowym, dwa do montażu na kutrach i dwa na podstawach kołowych dla oddziałów desantowych.

#### Modernizacje uzbrojenia
Na przestrzeni 1916/1917 roku na dwóch pozostających w służbie okrętach („Admirał Makarow” i drugi „Bajan”) zmodyfikowano uzbrojenie, instalując na pokładzie między lukiem maszynowni a masztem rufowym trzecie działo kalibru 203 mm L/45 na centralnej podstawie z tarczą ochronną, dysponujące kątem ostrzału po 100° na każdą z burt. Na pokładzie na śródokręciu dodano z kolei cztery działa kalibru 152 mm, po dwa na burtę, z kątem ostrzału po 130° i kątem podniesienia do 25°, zwiększając tym samym ich liczbę do dwunastu. Zdecydowano zdjąć w zamian wszystkie mało przydatne działa kalibru 75 mm. Przy tym, część armat z górnego pokładu zdjęto w celu montażu na innych okrętach już w 1914 roku. Okręty otrzymały też w tym okresie kilka armat przeciwlotniczych kalibru 47 mm oraz armat przeciwlotniczych 76,2 mm Lendera (szczegóły co do ich liczby i czasu montażu nie są pewne).

#### Broń podwodna
Okręty miały dwie podwodne stałe wyrzutnie torpedowe, umieszczone w burtach w pomieszczeniu między kotłowniami nr 2 i 3, skierowane do przodu pod kątem 65° w stosunku do burt. Generał-admirał Aleksy Aleksandrowicz jeszcze na etapie oceny projektu podjął decyzję o rezygnacji z wyrzutni torped na dziobie, przez co „Bajan” stał się pierwszym rosyjskim dużym okrętem z tylko dwoma wyrzutniami torped (które w praktyce na dużych okrętach były nieprzydatne). Zapas wynosił po trzy torpedy na wyrzutnię. Pierwszy „Bajan” miał wyrzutnie kalibru 381 mm (15 cali), dla torped wzoru 1898. Torpedy te miały długość 5,18 m, masę 430 kg, w tym 64 kg ładunku bojowego, i osiągały dystans 900 m przy prędkości 25 węzłów. Dodatkowo kutry parowe pierwszego „Bajana” miały typowe dla rosyjskich okrętów przełomu wieków demontowalne miotacze min (niesamobieżnych torped).
Na ulepszonych okrętach zwiększono kaliber wyrzutni do 450 mm (torpedy wzoru 1904 o długości 5,13 m, masie 648 kg, w tym 70 kg ładunku bojowego, osiągające dystans 2000 m przy prędkości 25 węzłów). Spośród sześciu zabieranych torped, etatowo dwie były szkolne, jednakże na początku wojny w lipcu 1914 roku „Bajan” miał w składzie uzbrojenia sześć torped bojowych.

### Opancerzenie

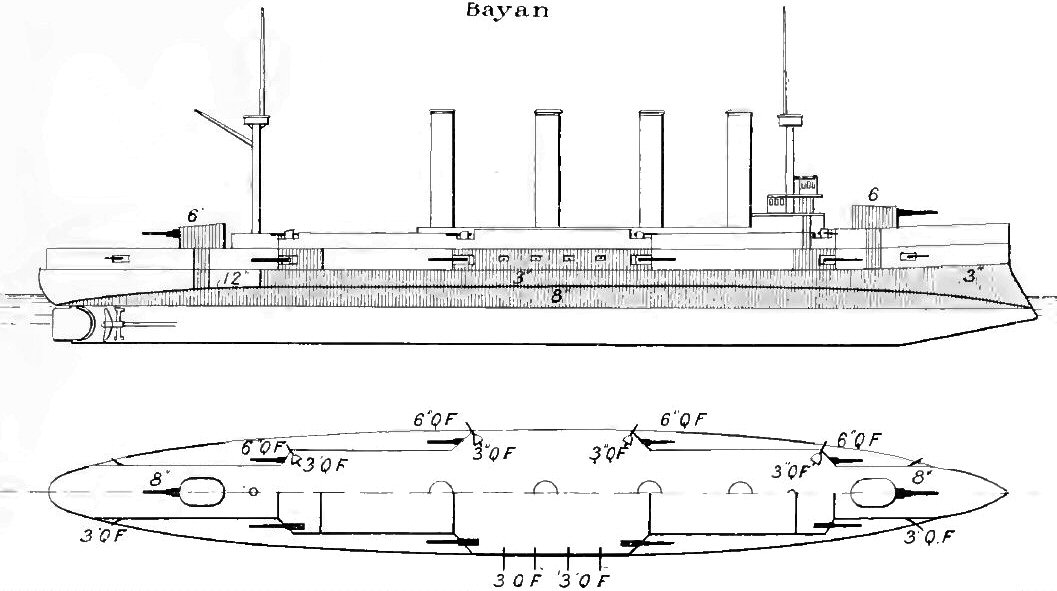
Przybliżony schemat z epoki opancerzenia „Bajana” (grubości niedokładne)

Opancerzenie burt okrętów obejmowało przede wszystkim główny pas pancerny na linii wodnej, nad nim nieco krótszy i cieńszy pas górny, a wyżej pancerz kazamat artylerii. Pas główny, o wysokości 1,8 m, z tego 0,6 m nad konstrukcyjną linią wodną i 1,2 m pod wodą, rozciągał się na większości długości, od samego dziobu za wieżę rufową. Pas składał się z 26 płyt na każdej burcie, z czego 16 najgrubszych na śródokręciu (od płyty nr 8 do 23), a umieszczony był na drewnianej – tekowej podkładce grubości 10 cm. Na pierwszym okręcie pancerz pionowy wykonany był ze stali utwardzanej metodą Harveya. W przypadku pierwszego „Bajana” pas główny na większości swojej długości miał maksymalną grubość 200 mm, zmniejszającą się stopniowo od wysokości skrajnych kazamat w kierunku dziobu i rufy do 150, 120 i 100 mm. Grubość płyt ponadto malała płynnie w ich zanurzonej dolnej części do 100 mm (do 70 mm w przypadku cieńszych płyt na krańcach). Pas kończył się na rufie poprzeczną grodzią o grubości również 200 mm, malejącej do 100 mm ku dołowi. Płaski pokład pancerny (dolny pokład), dochodzący do górnej krawędzi głównego pasa i tworzący w ten sposób cytadelę, wykonany był z dwóch warstw stali konstrukcyjnej po 10 mm, nakrytych pancerzem z miękkiej stali grubości 30 mm, co efektywnie dawało grubość 50 mm. Poza cytadelą na rufie pokład o tej samej grubości schodził do burt w formie skorupy, chroniąc maszynę sterową.
Górny pas pancerny miał w pierwszym okręcie grubość 60 mm i rozciągał się od dziobu do wysokości rufowych kazamat, pomiędzy dolnym a środkowym pokładem. Poszycie burt pod górnym pasem pancernym (niewliczane do pancerza) było wykonane z dwóch warstw stali konstrukcyjnej 10 mm. Grubość pancerza 60 mm miał też umieszczony powyżej pas kazamat dział kalibru 152 mm i 75 mm oraz kazamaty skrajnych dział kalibru 152 mm. Wysokość zarówno górnego pasa i pasa kazamat wynosiła po 2,2 m. Wieże dział artylerii głównej miały pancerz pionowy ścian i barbet w głębi kadłuba o grubości 150 mm, a dachu – 30 mm. Cylindryczne tarcze dział kalibru 152 mm w kazamatach miały grubość 25 mm, a kazamaty miały wewnętrzne przegrody grubości 10 mm. Pokład górny nad kazamatami był nieco pogrubiony, z 7 do 15 mm. Wieża dowodzenia miała pancerz ścian grubości 160 mm (dwie warstwy po 80 mm), a dach był wykonany z małomagnetycznej stali grubości 30 mm. Pod wieżą dowodzenia znajdował się szyb komunikacyjny pod pokład pancerny (o średnicy wewnętrznej 65 cm), ze ścianami grubości 80 mm. Łączna masa opancerzenia wynosiła 1449 ton.
Pancerz pionowy krążowników ulepszonego typu począwszy od „Admirała Makarowa” wykonany był z bardziej odpornej stali Kruppa, co pozwoliło na zmniejszenie jego grubości, a tym samym masy. Główny pas pancerny na linii wodnej miał grubość maksymalną 175 mm na śródokręciu, zmniejszającą się do 135, 120 i 100 mm w kierunku dziobu i rufy. W dolnej części pod wodą malała ona do 90 mm na śródokręciu i 70 mm na krańcach. Większość z 26 płyt (18) była wykonana z tzw. cementowanej stali Kruppa, a jedynie przy końcach płyty 1–6 i 25–26 ze słabszej niecementowanej stali, podobnie jak w pierwowzorze. Zmniejszenie grubości głównego pasa pozwoliło zaoszczędzić 39,5 tony. Również gródź zamykająca pas od rufy miała grubość 175 mm (90 mm w dolnej części). Górny pas pancerny miał grubość zmniejszoną do 50 mm, przy tym według rysunków był on krótszy: sięgał do wysokości dziobowych kazamat, a nie dziobu. Taką samą grubość pancerza miały kazamaty dział. Po zdjęciu dział kalibru 75 mm z kazamat, ich otwory miały być zakryte pancerzem grubości 76 mm. W toku budowy zamierzano dodać pancerz 50 mm na poszyciu burt na rufie chroniący maszynę sterową, lecz prawdopodobnie nie zostało to wykonane. Wewnętrzny pokład pancerny miał niezmienioną grubość 30 mm, na podłożu 20 mm. Również w wieżach dział zastosowano pancerz pionowy Kruppa o grubości zmniejszonej do 132 mm, lecz z kolei dach pogrubiono do 44 mm. Wieża dowodzenia „Admirała Makarowa” według opisu z epoki miała opancerzenie 5,5 cala (140 mm), ze stali chromoniklowej, a jej dach i podłoga były wykonane z płyt ze stali małomagnetycznej grubości 35 mm (być może układanych podwójnie na dachu – brak jest bliższego wyjaśnienia). Ulepszona wieża dowodzenia w krążownikach budowy rosyjskiej miała pancerz ścian grubości 136 mm i dachu 75 mm. „Admirał Makarow” na rufie, a okręty budowy rosyjskiej na dachu wieży dowodzenia, miały wieżyczkę dalmierza z pancernymi ścianami grubości 60 mm i dachem 45 mm.

### Napęd

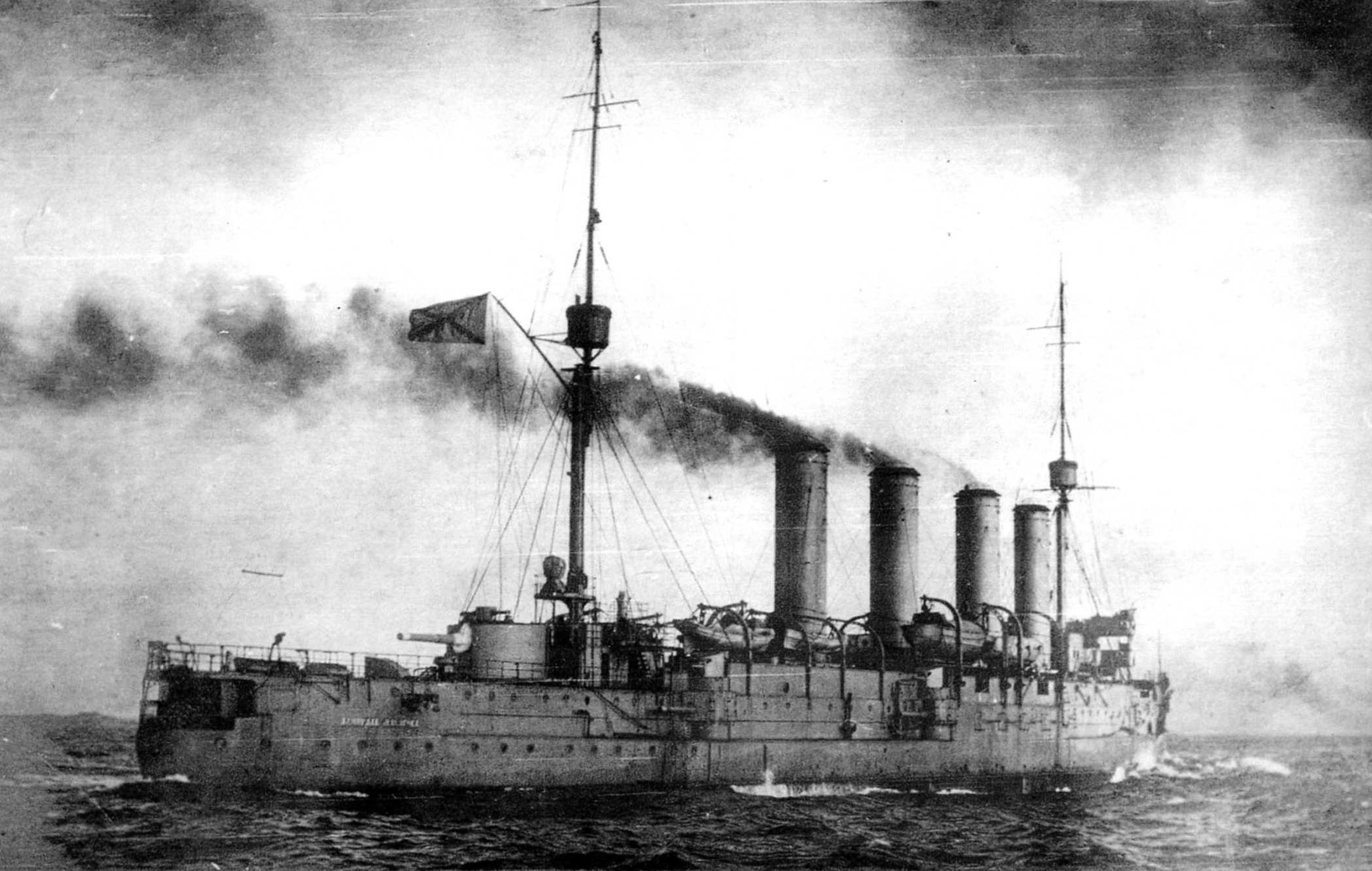
„Admirał Makarow” w latach 1912–1914

Okręty napędzały dwie czterocylindrowe pionowe maszyny parowe potrójnego rozprężania, o projektowej łącznej mocy indykowanej 16 500 KM. Na próbach pierwszego „Bajana” 29 sierpnia 1902 roku maszyny rozwinęły moc maksymalną 16 959,5 KM. Miały cylindry o średnicach: 1100 cm (wysokiego ciśnienia), 1740 cm (średniego ciśnienia) i dwa razy po 2000 cm (niskiego ciśnienia). Skok tłoka wynosił 870 cm lub według innych danych 930 cm (dla ulepszonych okrętów). Maszyny napędzały bezpośrednio dwie czterołopatowe śruby o średnicy 5 m i skoku 6,2 m. Łopaty śruby były odkręcane. Dla prędkości maksymalnej śruba obracała się z prędkością 140 obr./min. Parę dla maszyn dostarczało 26 kotłów wodnorurkowych systemu Belleville, rozmieszczonych w czterech przedziałach kotłowni. Z uwagi na szerokość kadłuba, w pierwszym przedziale były cztery kotły, w drugim sześć, a w pozostałych po osiem. Kotły nieco różniły się wielkością. Przy tym, ponieważ w każdym przedziale były dwa poprzeczne rzędy kotłów, umieszczone centralnie tyłem do siebie i opalane od przodu i tyłu, kotłownie (rzędy kotłów) były numerowane do ośmiu. Łączna powierzchnia ogrzewalna kotłów wynosiła 2759,46 m², powierzchnia ekonomizerów 1225,14 m² (łącznie powierzchnia ogrzewalna 3984,6 m²), zaś łączna powierzchnia rusztów 127,26 m². Ciśnienie robocze w kotłach wynosiło 21 atmosfer, a ciśnienie w cylindrach wysokiego ciśnienia 16 atmosfer. Spaliny odprowadzane były przez cztery kominy, dla każdego przedziału kotłowni osobny. Zapas paliwa – węgla – wynosił 750 ton, maksymalnie 1020 ton. Był on składowany w 32 głównych i 12 zapasowych zasobniach wokół kotłowni (wzdłuż burt i poprzecznych). Rozpalenie kotłów i rozgrzanie maszyn do wypłynięcia okrętu zajmowało normalnie 4–4½ godziny, w awaryjnych sytuacjach czas ten mógł być zmniejszony o połowę.
Kontraktowa prędkość maksymalna wynosiła 21 węzłów. Podczas prób „Bajan” osiągnął w grudniu 1902 roku prędkość średnią 20,97 węzła (podczas prób stoczniowych 21,3 węzła, ale przy wyporności 7406 ton). W przypadku „Admirała Makarowa” 26 grudnia 1907 roku rozwinięto prędkość maksymalną 22,55 węzła (przy wyporności 7858 ton); na próbach odbiorczych 2 × 12-godzinnych 22–24 stycznia 1908 roku średnia prędkość wyniosła 21,08 węzła, a maksymalna 21,6 węzła (przy wyporności 7890,8 ton i średniej mocy indykowanej 15 527,88 KM). Zasięg wynosił 3900 mil morskich przy prędkości 10 węzłów lub 2325 mil morskich przy 13,8 węzła z normalnym zapasem węgla.

### Wyposażenie
Energię elektryczną zapewniały cztery główne prądnice parowe o napięciu 100 V i natężeniu 500 A, rozmieszczone po dwie w części dziobowej i rufowej. Łącznie na pierwszym „Bajanie” było 625 lamp. Pierwszy „Bajan” miał sześć reflektorów bojowych typu Mangina o średnicy 75 cm, w tym jeden w stewie dziobowej pod pokładem skierowany do przodu, dwa na skrzydłach górnego mostka, dwa na pokładzie skierowane na boki za otwieranymi nadburciami i jeden ma maszcie rufowym nad rufową wieżą. Luk reflektora dziobowego w stewie był zamykany dwuskrzydłowymi drzwiczkami. Na zmodyfikowanych okrętach liczbę reflektorów zmniejszono do trzech (dwa na skrzydłach górnego mostka, a trzeci na dachu rufowej wieżyczki dalmierza, a następnie na platformie masztu rufowego). Okręty otrzymały kolorowe lampy sygnalizacyjne na masztach oraz reflektor do sygnalizacji alfabetem Morse′a na maszcie dziobowym. Były również wyposażone w telefony wewnętrzne, w pierwszym okręcie – francuskiego systemu.
Pierwszy „Bajan” miał sześć pomp parowych o wydajności 200 t/h do odpompowywania wody, umieszczonych na dolnym pokładzie, oraz dwie pompy pożarowe o wydajności 50 t/h i mniejsze pompy do osuszania pomieszczeń. W późniejszych okrętach ulepszono wyposażenie przeciwawaryjne i miały one 11 pomp wirowych o wydajności 350 t/h do odpompowywania wody, rozmieszczonych w większości głównych przedziałów. Miały ponadto system osuszania pomieszczeń z główną magistralą i 10 mniejszymi pompami. Okręty nie były wyposażone w systemy kontrzalewania przedziałów w celu wyrównania przechyłu. Kotły były zasilane wodą z cystern lub odparowników o wydajności 160 t/dobę. Ster był pojedynczy, zbalansowany, co stanowiło nowe rozwiązanie (po raz pierwszy zastosowane na rosyjskich dużych okrętach I rangi). Maszyna sterowa była jednak starego typu, w której rumpel był poruszany poprzecznymi łańcuchami podatnymi na uszkodzenie w walce, mimo zastosowania do ich poruszania zdublowanego napędu parowego, elektrycznego i ręcznego (kołem sterowym). Tylko pierwszy okręt wyposażony został w rozkładane na wytykach na burtach o długości 6,1 m sieci przeciwtorpedowe, służące do ochrony podczas kotwiczenia.
Już pierwszy „Bajan” został w toku budowy wyposażony w radiostację, umożliwiającą w praktyce komunikację na odległości 90-100 mil morskich. Dalsze trzy okręty miały radiostację firmy Telefunken modelu 1909 roku o mocy 1 kW. Do kierowania ogniem tylko na ulepszonych okrętach służyły dalmierze optyczne Barr & Stroud o bazie 4,5 stopy (1372 mm), zamienione w 1911 roku na 9-stopowe (2743 mm).
Pokład górny był pokryty drewnem tekowym, a pokład dziobowy i mostków linoleum. Jedynie na „Admirale Makarowie” pokryto je szwedzką żywicą (mastiką), która była lżejsza ogółem o 58 ton, lecz okazała się nietrwała i w 1909 roku została zamieniona na pierwotnie przewidziane materiały.
Budowane we Francji pierwszy „Bajan” i „Admirał Makarow” miały ogółem 11 łodzi, obejmujących dwa stalowe kutry parowe długości 10,97 m i dziewięć łodzi wiosłowych różnych rozmiarów (dwa 20-wiosłowe barkasy długości 11,58 m, 16-wiosłowy kuter roboczy długości 11,12 m, dwa 14-wiosłowe kutry długości 10,36 m dla dowódcy i admirała, dwa 6-wiosłowe welboty długości 8,5 m, dwa jały długości 6,1 m). Kutry parowe, mieszczące po 80 ludzi, mogły służyć do wysadzania partii desantowych i innych celów pomocniczych oraz być uzbrojone w działko kalibru 37 mm lub miotacz niesamobieżnych torped na rufie. Ich masa wynosiła 6390 kg. Okręty budowane w Rosji miały nieco innych zestaw typowych łodzi, obejmujący kuter parowy długości 9,75 m, kuter motorowy takiej samej długości, dwa 20-wiosłowe barkasy, dwa 14-wiosłowe kutry, dwa 6-wiosłowe welboty i dwa 6-wiosłowe jały.
Pierwszy „Bajan” miały cztery kotwice Halla o masie 5 ton. Okręty rosyjskiej budowy miały trzy takie kotwice, z tego jedna była zapasowa. Jedynie „Admirał Makarow” otrzymał tytułem próby kotwice Marelle′a. Winda kotwiczna miała udźwig 32 ton.

### Załoga
Załoga pierwszego „Bajana” obejmowała etatowo 569 osób, w tym 20 oficerów i 4 osoby cywilne.
Oficerowie mieli kajuty na rufie, marynarze kubryki na dziobie. Jako okręty I rangi, miały one także apartamenty admiralskie na rufie.
Załoga „Admirała Makarowa” pierwotnie obejmowała etatowo 618 osób, w tym 23 oficerów i 7 osób cywilnych. Budowane w Rosji okręty natomiast miały załogę składającą się z 577 osób, w tym 20 oficerów. W toku służby załoga się zmieniała, m.in. ubyło 100 osób obsługi dział 75 mm oraz przybyło 60 osób obsługi nowej artylerii. Mimo zwiększenia liczebności załogi, pomieszczenia załogi na ulepszonych okrętach pozostały bez zmian; powiększono natomiast szpital okrętowy z 6 do 11 łóżek.

## Skrót służby
Daty w kalendarzu juliańskim, po ukośniku w gregoriańskim (starego/nowego stylu)

### „Bajan”

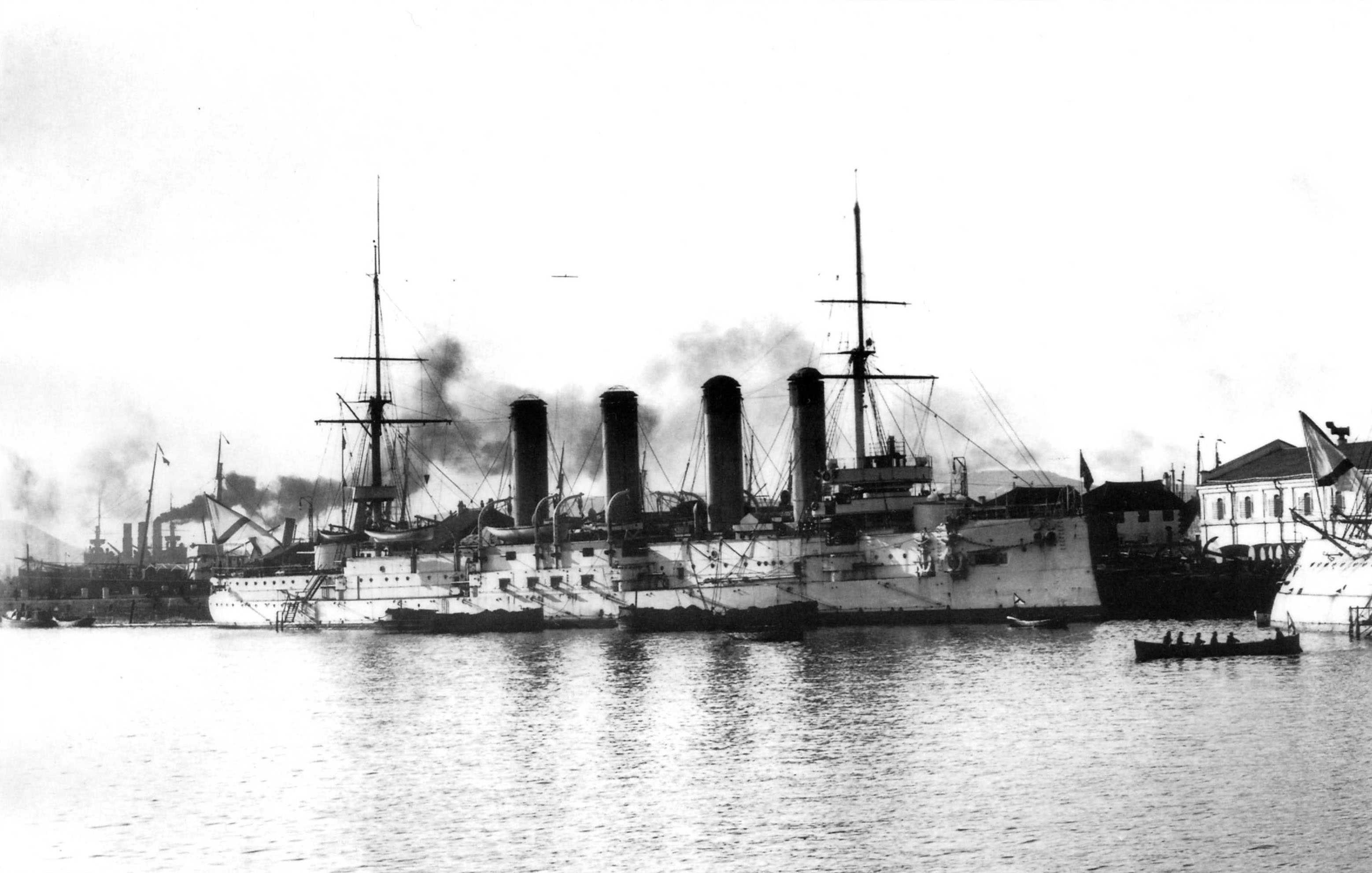
„Bajan” wkrótce po przybyciu do Port Artur, grudzień 1903 roku

„Bajan” wszedł do służby rosyjskiej 1?/14 stycznia 1903 roku w Tulonie i początkowo pozostał na Morzu Śródziemnym, pełniąc zadania reprezentacyjne. W czerwcu popłynął do Kronsztadu w Rosji, lecz już miesiąc później wypłynął z Bałtyku na Daleki Wschód, w skład Eskadry Oceanu Spokojnego, docierając w listopadzie do bazy Port Artur. Po wybuchu wojny rosyjsko-japońskiej, aktywnie uczestniczył w walkach z japońską flotą wokół Port Artur, poczynając od dziennej bitwy pod Port Artur 27 stycznia/9 lutego 1904 roku, w której podszedł najbliżej z rosyjskich ciężkich okrętów do japońskich sił głównych i prowadził do nich ogień, odnosząc samemu niewielkie uszkodzenia. 12/25 lutego ponownie uczestniczył w starciu artyleryjskim z pancernikami japońskich sił głównych. 31 marca/13 kwietnia ratował samotnie rozbitków z niszczyciela „Strasznyj”, przy czym znowu wdał się w potyczkę z przeważającymi liczebnie krążownikami japońskimi. Podczas dalszych miesięcy brał udział w kilku potyczkach, w tym 13/26 lipca z japońskimi opancerzonymi okrętami starszych typów ostrzeliwującymi wybrzeże. Ogółem podczas obrony Port Artur wychodził w morze w 14 akcjach bojowych.
14/27 lipca „Bajan” wszedł pod Port Artur na minę, lecz doszedł do bazy o własnych siłach. Był naprawiany w doku w Port Artur do września i częściowo rozbrojony. W tym okresie aktywność rosyjskiej floty spadła prawie do zera, a okręty w bazie zaczęły być ostrzeliwane przez artylerię i „Bajan” odniósł pierwsze niewielkie szkody. Część jego załogi i jego dział służyła na froncie lądowym. W październiku wzmógł się ostrzał bazy przez ciężką artylerię i okręt odniósł dalsze uszkodzenia. Sam też ostrzeliwał cele lądowe z akwenu bazy morskiej, wspierając obrońców. Po zdobyciu przez Japończyków lepszych pozycji, 25 listopada/8 grudnia krążownik stał się celem długotrwałego ostrzału z ciężkich dział i ewakuowano z niego załogę, a następnego dnia podczas dalszego ostrzału zatonął na płyciźnie.

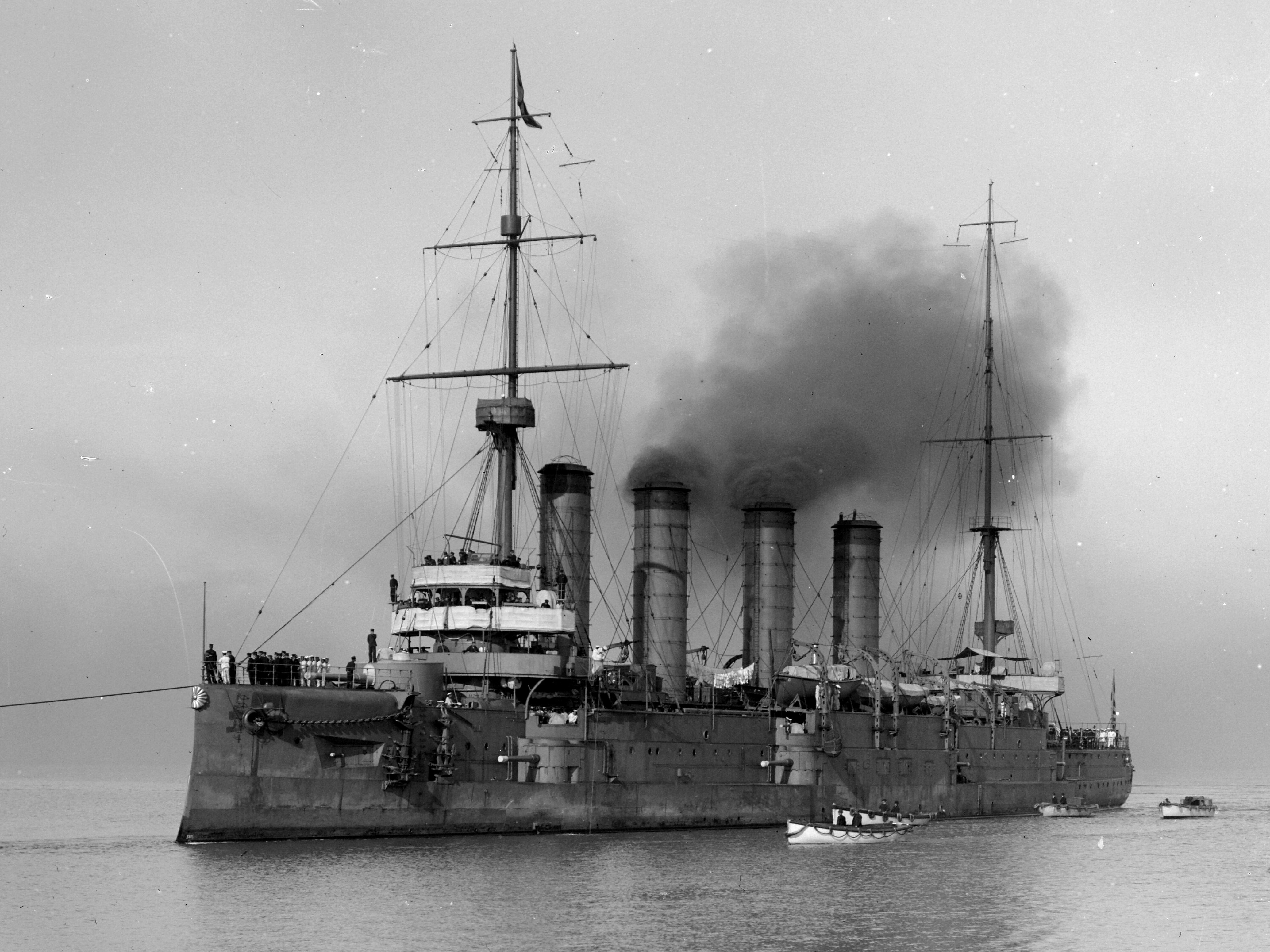
„Aso” w 1915 roku

Po zajęciu Port Artur, Japończycy pod koniec 1905 roku podnieśli „Bajana” i po remoncie w latach 1906–1908 wcielili go do swojej floty pod nazwą „Aso”, zamieniając uzbrojenie na typowe takich samych kalibrów. 7 września 1908 roku wszedł on w skład eskadry szkolnej Akademii Morskiej w Yokosuce i w latach 1909–1915 odbył cztery długie rejsy szkolne z kadetami, odwiedzając m.in. Hawaje, Amerykę Północną, Australię i Azję południowo-wschodnią. Podczas I wojny światowej w 1916 roku i latach 1917–1918 był okrętem flagowym eskadr niszczycieli. W 1920 roku okręt został przebudowany na stawiacz min i uzyskał możliwość zabierania 420 min. Zdjęto również wieże dział 203 mm, montując zamiast nich dwa pojedyncze działa 152 mm L/50 na podstawach z tarczami ochronnymi. 1 kwietnia 1930 roku został wycofany ze służby, a następnie przekształcony w okręt-cel, oznaczony „Hai Kan 4”, po czym zatopiony w 1932 roku ogniem krążownika ciężkiego „Myōkō”.

### „Admirał Makarow”, „Pałłada”, „Bajan” (II)

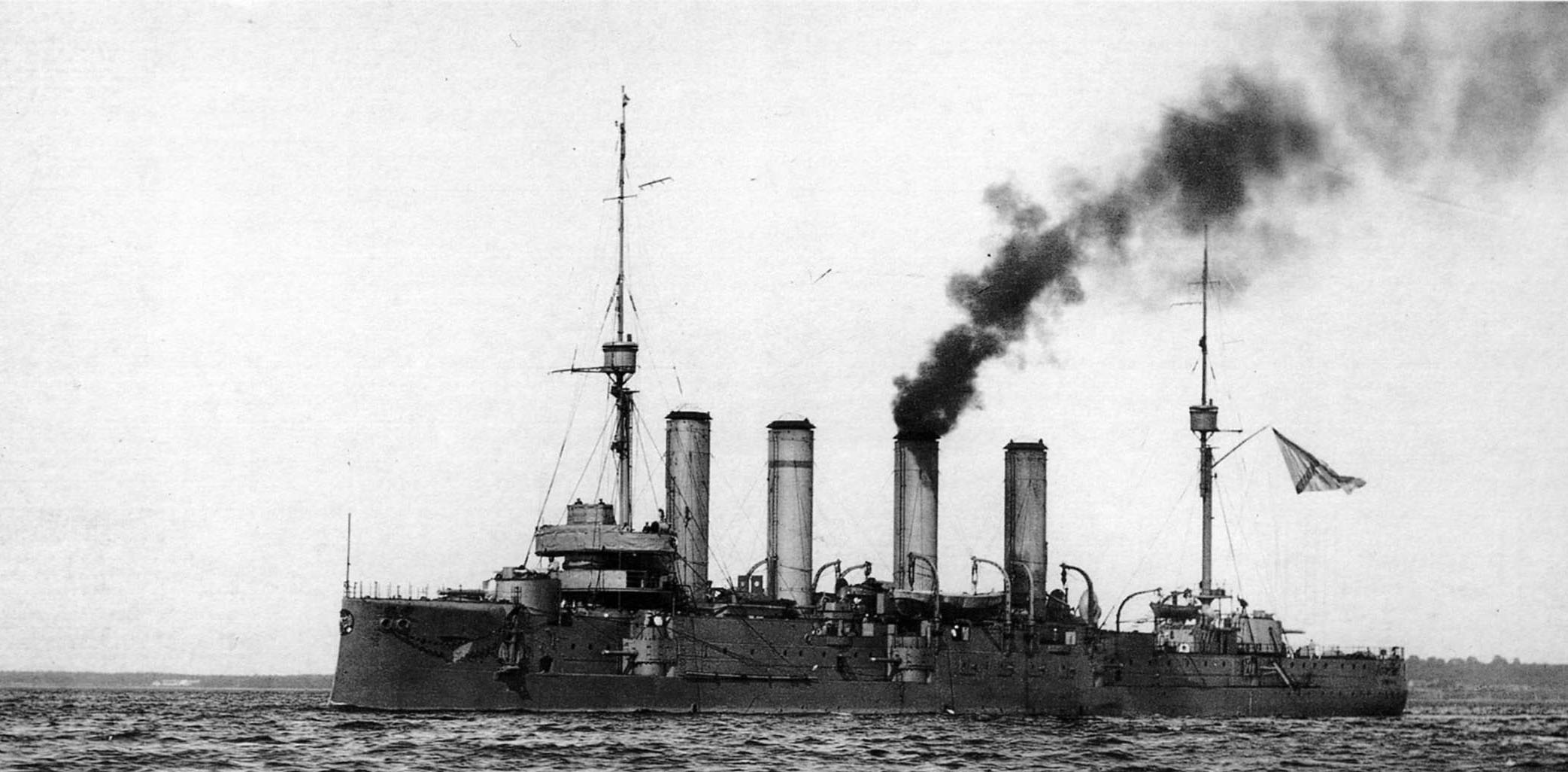
„Admirał Makarow” w 1916 roku

„Admirał Makarow” wszedł do służby w 1908 roku i pod koniec maja dopłynął z Tulonu do Rosji. W październiku tego roku został wysłany w rejs szkolny z kadetami na Morze Śródziemne, gdzie wszedł w skład znajdującego się tam zespołu rosyjskiego. W grudniu marynarze rosyjskich okrętów udzielali pomocy poszkodowanym w wielkim trzęsieniu ziemi w Mesynie. Po powrocie do Rosji, w 1909 roku wziął udział w rewii floty na redzie Spithead, a w marcu 1910 roku ponownie wyruszył w rejs szkolny na Morze Śródziemne, docierając do Grecji i Czarnogóry, gdzie składał kurtuazyjne wizyty.
W 1911 roku do służby weszły pozostałe krążowniki „Pałłada” i „Bajan” i razem z „Admirałem Makarowem” weszły w skład Brygady Krążowników Floty Bałtyckiej bazującej w Rewlu. Uczestniczyły w ćwiczeniach i wizytach zagranicznych. Zimą 1911/1912 roku zamontowano na „Makarowie” dwa maszty zamiast jednego, ujednolicając wygląd okrętów. W chwili wybuchu I wojny światowej krążowniki pancerne 1. Brygady pełniły służbę dozorową przed wejściem do Zatoki Fińskiej w celi zapobieżenia wtargnięciu niemieckich okrętów, a w kolejnych miesiącach brały udział w kilku potyczkach. 28 września?/11 października 1914 roku „Pałłada” została w Zatoce Fińskiej zatopiona z całą załogą torpedami przez okręt podwodny U-26.

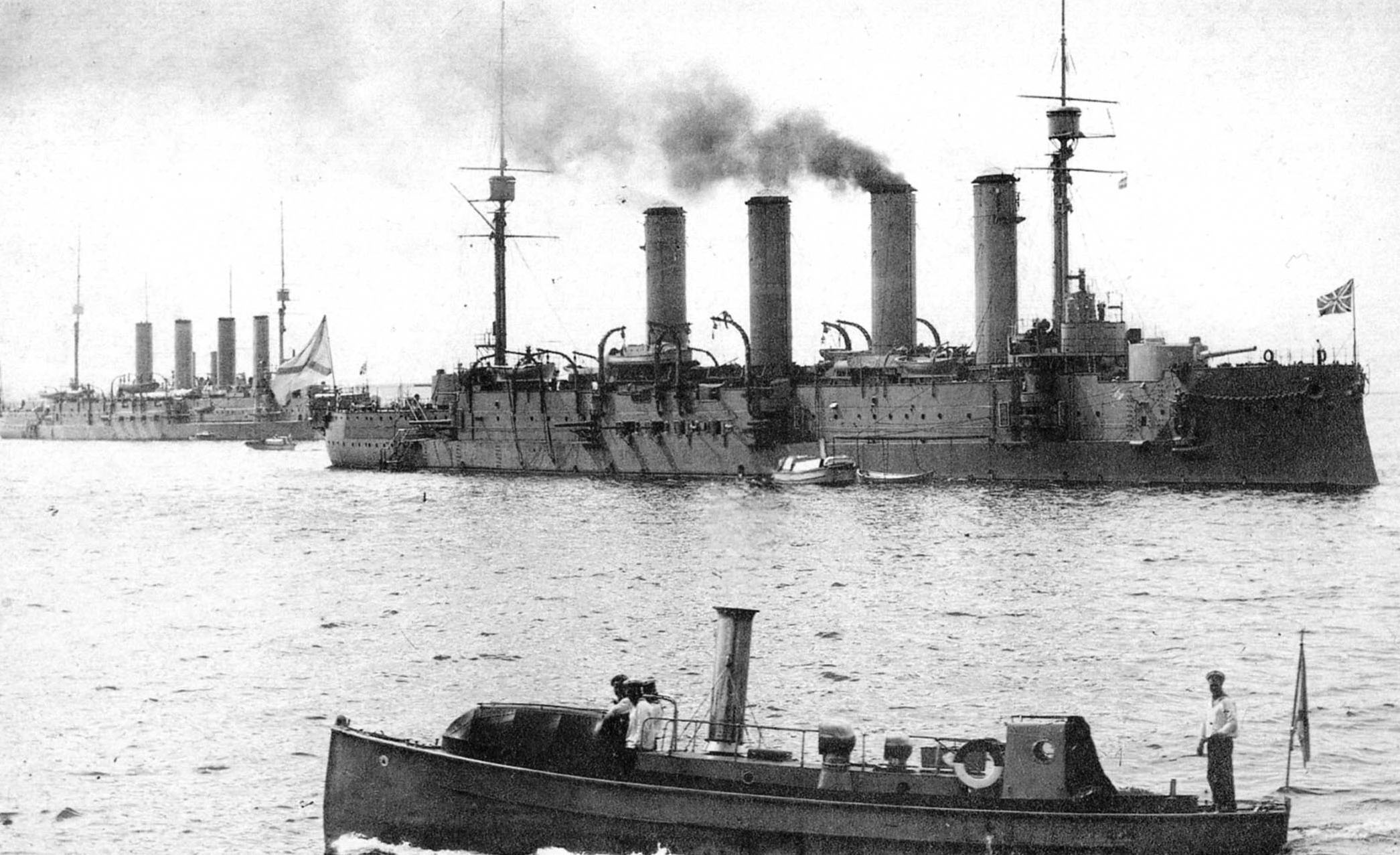
„Bajan” (po prawej) i „Admirał Makarow”

Dwa pozostałe krążowniki zostały następnie przystosowane do stawiania min i począwszy od grudnia 1914 roku, oraz ponownie od października kolejnego roku, wzięły udział w kilku operacjach minowania wód niemieckich na Bałtyku, które przyniosły uszkodzenie kilku niemieckich okrętów. 19 czerwca/2 lipca 1915 roku „Admirał Makarow” i „Bajan” wzięły udział w bitwie koło Gotlandii, w której uszkodziły i zmusiły do wyrzucenia się na brzeg krążownik minowy (stawiacz min) „Albatross” oraz walczyły z niemieckimi krążownikami. 18/31 lipca wzięły z kolei udział w osłonie operacji osłony przebazowania pancernika „Sława” do Zatoki Ryskiej przez Cieśninę Irbe. Na przestrzeni 1916 i 1917 roku dozbrojono oba okręty, zdejmując działa 75 mm i montując w kilku etapach trzecie działo kalibru 203 mm, cztery działa 152 mm i działa przeciwlotnicze. W drugiej połowie 1916 roku oba krążowniki zostały przebazowane do Zatoki Ryskiej.
Po rewolucji lutowej w 1917 roku oba okręty utrzymały zdolność bojową. Wzięły następnie udział w październiku 1917 roku w walkach o Wyspy Moonsundzkie. „Bajan” ostrzeliwał niemieckie okręty i sam został uszkodzony pociskiem pancernika „König”. Po rewolucji październikowej, okręty Floty Bałtyckiej przeszły pod kontrolę władzy bolszewickiej. W związku z zagrożeniem Rewla przez niemieckie natarcie, oba krążowniki pod koniec lutego 1918 roku przeszły z Rewla do Helsinek. Następnie, z uwagi na dalsze zagrożenie ze strony Niemiec, w marcu i kwietniu, w trudnych warunkach zalodzenia, oba okręty wraz z głównymi siłami Floty Bałtyckiej przeszły do Piotrogrodu, w tzw. lodowym przejściu. Z uwagi na stan techniczny i braki załóg, zostały tam następnie wycofane na przełomie 1918/1919 roku z czynnej służby na długotrwałą konserwację. W 1922 roku zostały ostatecznie sprzedane na złom do Niemiec.

### Ocena
„Bajan” stanowił udany projekt dla końca XIX wieku, dorównujący opancerzeniem posiadanym przez Japonię większym krążownikom pancernym o wyporności ok. 10 tysięcy ton (typu Asama i pochodnych). Miał od nich też lepszą dzielność morską, nie ustępując im w praktyce w prędkości. W porównaniu z nimi, miał o połowę słabsze uzbrojenie główne (dwa działa 203 mm i osiem dział 152 mm wobec czterech dział 203 mm i 12–14 dział 152 mm), lecz był mniejszy i budowany według innej koncepcji – miał służyć głównie do rozpoznania i zwalczania używanych w tym celu krążowników przeciwnika, a nie do walki w składzie zespołów floty z okrętami tej samej klasy i pancernikami. Mimo to, cele te wypełniał również w sposób udany, nawiązując niejednokrotnie walkę z silniejszymi okrętami i będąc niewątpliwie najlepszym rosyjskim krążownikiem okresu wojny rosyjsko-japońskiej. Był on również szybszy od części znacznie słabszych od niego japońskich krążowników pancernopokładowych.
Podjęta kilka lat później w 1905 roku decyzja o budowie dalszych okrętów według niezmienionego siedmioletniego projektu jest jednak już krytykowana w literaturze, gdyż były one mniejsze i słabiej uzbrojone już od istniejących okrętów tej klasy Japonii i Niemiec (typ Roon), a jeszcze bardziej ustępowały nowym, jeszcze większym krążownikom pancernym budowanym w tym czasie w Japonii (typ Tsukuba), jak i w Niemczech (Scharnhorst). Krążowniki typu Scharnhorst i nowe niemieckie krążowniki lekkie były przy tym od Bajanów znacząco szybsze. Decyzja o zamówieniu tych okrętów była krytykowana już w czasie budowy przez niektórych oficerów, którzy wskazywali, że nie ma w nich „ani jednej nowej myśli i niczego, co wskazywałoby na wykorzystanie danych zdobytych ciężkim doświadczeniem bojowym”. Należy dodać, że w tym samym czasie również Rosja zamówiła jeden silniejszy krążownik pancerny w brytyjskiej stoczni Vickersa („Ruryk”). Na skutek podjętych decyzji, okręty typu Bajan stały się najliczniejszym typem krążowników pancernych w historii floty carskiej. Rozwój techniki morskiej, w tym pojawienie się w chwili wejścia do służby ulepszonych okrętów szybszych i silniejszych krążowników liniowych, spowodował jednak, że od razu stały się przestarzałe moralnie. Mimo to, były aktywnie używane podczas I wojny światowej, jako jedne z silniejszych rosyjskich okrętów na Bałtyku, a specyficzne warunki drugorzędnego bałtyckiego teatru działań sprawiły, że okazały się mimo wszystko wartościowymi jednostkami.